# Conopophila
A Conopophila a madarak osztályának verébalakúak (Passeriformes) rendjébe, valamint a mézevőfélék (Meliphagidae) családjába tartozó nem.

## Rendszerezésük
A nemet Heinrich Gottlieb Ludwig Reichenbach német botanikus és ornitológus írta le 1852-ben, az alábbi 2 vagy 3 faj tartozik ide:
- rozsdacsíkos mézevő (Conopophila albogularis)
- rozsdástorkú mézevő (Conopophila rufogularis)
- szürke mézevő (Conopophila whitei[2] vagy Lacustroica whitei)[1]

## Előfordulásuk
Mind három faj Ausztráliában megtalálható, valamint egy Új-Guinea szigetén is honos. Természetes élőhelyeik a szubtrópusi és trópusi erdők, szavannák és cserjések.

## Megjelenésük
Testhossza 10–14,5 centiméter közötti.

## Életmódjuk
Főként gerinctelenekkel és nektárral táplálkoznak.